# Trox setifer
Trox setifer är en skalbaggsart som beskrevs av Waterhouse 1875. Trox setifer ingår i släktet Trox och familjen knotbaggar. Inga underarter finns listade i Catalogue of Life.